# 西大街 (西安)
西大街是西安的一条仿古大街，是西安传统的商品交易、旅游休闲街区之一。西大街现在是西安最著名的商业街之一，也是以钟楼为中心向外辐射的东、西、南、北四条大街之一。

## 历史
西大街的历史可以追溯到隋开皇二年（公元582年），位于皇城中心大街第四横街西段。唐代最高行政机关尚书省和六部设于东大街东段北侧今鼓楼两侧并有秘书省、太常寺、左军领卫、右军领卫、唐朝主管外交的鸿胪寺与鸿胪客馆也在附近。宋代永兴军路、元代奉元路、明代京兆府、清代西安府、民国时期的国民政府（厅）与长安县衙均在西大街北侧。
隋唐时期西大街称为子城。五代时期至南宋称为子城厢正街，中段又称指挥街。明神宗万历年十年（公元1582年）改名为西大街。

## 著名地点
- 钟楼
- 都城隍庙
- 回坊